# Anadema macandrewii
Anadema macandrewii là một loài ốc biển, là động vật thân mềm chân bụng sống ở biển thuộc họ Colloniidae,